# Travčice
Travčice (deutsch Trabschitz, auch Drabschitz) ist eine Gemeinde in Tschechien. Sie liegt sechs Kilometer südöstlich von Litoměřice und gehört zum Okres Litoměřice.

## Geographie
Das Dorf befindet linkselbisch am Nordrand des Waldgebietes Travčický les. Westlich verläuft die Eger und im Osten die Elbe. Südlich des Truppenübungsplatzes im Travčický les erhebt sich der Mrchový kopec (211 m).
Nachbarorte sind Počaply im Norden, Křešice im Nordosten, Nučničky im Osten, Libotenice im Südosten, Oleško im Süden, Hrdly und Bohušovice nad Ohří im Südwesten, Terezín im Westen sowie České Kopisty im Nordwesten.

## Geschichte
Erstmals urkundlich erwähnt wurde Travčice im Jahre 1239. Das zum Besitz der Benediktinerabtei Breunau gehörige Dorf befand sich ursprünglich an der Eger.
Wegen des Festungsbaus in Theresienstadt wurde der Ort 1782 zwangsgeräumt und südöstlich neu errichtet. Im Jahre 1800 bestand das in regelmäßiger Kreuzform errichtete Dorf aus 20 Häusern, dessen Zentrum die Trinitatiskirche bildete.
Zur gleichen Zeit entstand auf den Kirchgütern von Počaply die Ansiedlung Zádušníky, auf der ebenfalls Bewohner des geräumten Ortes neue Häuser errichteten. Gleichzeitig erhielten die Bewohner als Entschädigung für ihren verlorenen Besitz Parzellen in den Elbdünen zur Bewaldung überlassen. Dadurch entstand der Trabschitzer Wald, der wegen der Sandböden hauptsächlich aus anspruchslosen Gehölzen, wie Kiefern und Robinien besteht. Die Bewohner lebten von der Landwirtschaft, bei der der Gemüsebau dominierte. Bis 1880 wuchs die Einwohnerzahl auf 420 an, die in 70 Häusern lebten. Pfarr- und Schulort war Počaply. 1930 hatte das Dorf 500 mehrheitlich tschechische Einwohner und bestand aus fast 100 Häusern. Im Laufe des 20. Jahrhunderts wuchsen Zádušníky und Travčice zu einer Einheit zusammen. Im Ersten Weltkrieg entstand im Trabschitzer Wald ein Kriegsgefangenenlager, das später zum Militärgelände umgenutzt wurde.
Nach dem Zweiten Weltkrieg entstand am südlichen Ortsrand eine größere Sandgrube, in der nach Einstellung des Abbaus Treibhäuser zur Gemüsezucht errichtet wurden. In dieser Zeit erhielt das Dorf auch ein Kulturhaus, das wegen seines großen Saals überörtliche Bedeutung genießt.

## Gemeindegliederung
Die Gemeinde Travčice besteht aus den Ortsteilen Nučničky (Klein Nutschnitz) und Travčice (Trabschitz), die zugleich auch Katastralbezirke bilden. Zu Travčice gehört außerdem die Ortslage Zádušníky (Saduschnik).

## Sehenswürdigkeiten
- Trinitatiskirche in Travčice
- Kapelle des Hl. Johannes von Nepomuk in Zádušníky
- Sandbiotope im Travčický les
- Kapelle in Nučničky

## Partnergemeinden
- Am 19. Juni 2005 haben Travčice und Stadt Wehlen eine Partnerschaft im Verbund der Europaregion Elbe-Labe (DE, CZ) vereinbart.